# Bogumiła Matusiak
Bogumiła Matusiak , née le 24 janvier 1971 à Pabianice, est une coureuse cycliste polonaise. Elle a remporté 25 titres de championne de Pologne. Sa domination lui a valu le surnom de « Longo polonaise », en référence à Jeannie Longo. Elle a représenté la Pologne lors de la course en ligne des Jeux olympiques de 2004.

## Palmarès
- 1993
  -  Championne de Pologne sur route
- 1994
  -  Championne de Pologne du contre-la-montre
- 1995
  -  Championne de Pologne du contre-la-montre
  -  Championne de Pologne sur route
  - 2e du Krasna Lipa Tour
- 1996
  -  Championne de Pologne du contre-la-montre
- 1997
  -  Championne de Pologne sur route
- 1998
  -  Championne de Pologne sur route
- 1999
  -  Championne de Pologne du contre-la-montre
  -  Championne de Pologne sur route
  - 10e étape de la Grande Boucle féminine
- 2000
  -  Championne de Pologne sur route
  - 2e du championnat de Pologne du contre-la-montre
  - 2e du Krasna Lipa Tour
- 2001
  -  Championne de Pologne sur route
  -  Championne de Pologne du contre-la-montre
  - 2e du Krasna Lipa Tour
- 2002
  -  Championne de Pologne sur route
  -  Championne de Pologne du contre-la-montre
  - Classement général du Krasna Lipa Tour
- 2003
  -  Championne de Pologne sur route
- 2004
  -  Championne de Pologne sur route
  - 3e étape de l'Eko Tour Dookoła Polski
  - 2e du championnat de Pologne du contre-la-montre
  - 3e de l'Eko Tour Dookoła Polski
- 2005
  -  Championne de Pologne du contre-la-montre
  - Classement général de l'Eko Tour Dookoła Polski
  - 2e du Krasna Lipa Tour
- 2006
  - Eko Tour Dookoła Polski :
    - Classement général
    - 6e étape
- 2007
  - 3e du championnat de Pologne du contre-la-montre
- 2008
  -  Championne de Pologne du contre-la-montre
- 2009
  -  Championne de Pologne du contre-la-montre